# بیلی مولد
بیلی مولد (انگلیسی: Billy Mould؛ 6 October 1919 – ۲۷ سپتامبر ۱۹۹۹) بازیکن فوتبال اهل بریتانیا بود.
از باشگاه‌هایی که در آن بازی کرده‌است می‌توان به باشگاه فوتبال استوک سیتی و باشگاه فوتبال کرو آلکساندرا اشاره کرد.